# 도가니 (소설)
도가니는 작가 공지영의 소설이다. 2000년 전후 약 10년 동안 광주(光州)의 광주인화학교에서 교장을 비롯한 교직원들에 의해 7세부터 22세까지의 남녀 장애학생들에게 실제로 자행된 비인간적인 아동학대,  성폭행, 그 외 차마 열거하기 힘든 온갖 악행을 모티브로 하고 있다. 2011년, 동명의 영화로 영화화되어 사회적으로 큰 반향을 일으켰다.

## 소설의 모티브
작가 공지영은 광주인화학교 성폭력 사건의 마지막 선고(en)가 있던 날의 법정 풍경을 그린 젊은 인턴기자의 스케치 기사에서 모티브를 얻었다 한다. 기사는 '집행유예로 석방되는 그들의 가벼운 형량이 수화로 통역되는 순간 법정은 청각장애인들이 내는 알 수 없는 울부짖음으로 가득 찼다'라는 내용이다.
이 사실은 2005년 6월 22일 일부 교직원들이 장애인 성폭력 상담소에 최초 제보하였다. 이때 그들은 광주광역시 교육청과 교육부에 탄원서를 보내는 등 이를 알리려고 하였으나, 관계기관의 반응은 냉담하였다. 김영진 민주당 의원은 "인화학교 사건을 보며 참담한 심정을 금할 수 없다. 242일간 농성 등 온몸으로 항거할 때 교과부, 교육감이 사실상 아무런 조치를 안했다."고 지적했다.
당시 인화학교 대책위원회는 2006년부터 2007년까지 242일간 천막농성을 벌였지만 오히려 업무방해, 집단행동 등의 이유로 파면, 해임 등 대량 징계를 당한 것으로 드러났다.

이사건으로 인해 일명 도가니법이 만들어졌다.
도가니는 이사건을 모티브로 쓴 공지영의 소설이며 영화화되었다.
도가니법은 2011년 11월 17일부터 장애인과 13세 미만의 아동을 성폭행했을 경우 7년, 10년에서 무기징역까지 형량을 높였으며 공소시효도 폐지되었다.
피해자가 입증해야 하지만 항거불능의 요건도 삭제하고, 장애인 보호ㆍ교육 시설의 직원이 장애인을 성폭행하면 법정형의 2분의 1까지 형이 가중된다.